# Иудейская пустыня
Иуде́йская пусты́ня (ивр. מִדְבַּר יְהוּדָה‎, мидба́р йехуда́; араб. برية الخليل‎, бари́ат аль-хали́ль) — пустыня на Ближнем Востоке, располагающаяся на территории Израиля и Западного берега реки Иордан. Название произошло от Иудеи — названия удела одного из 12 колен Израилевых и одноимённого еврейского южного царства.
С древнейших времён это место служило убежищем для отшельников и повстанцев, одним из первых им был будущий еврейский царь Давид, который скрывался здесь от преследований своего тестя царя Саула.
Согласно религиозным источникам, на северо-восточной границе иудейской пустыни, в устье реки Иордан, крестил людей Иоанн Предтеча. Ещё до ранних христиан в иудейской пустыне искали очищения и просветления ессеи — иудейская секта.
Мёртвое море ограничивает пустыню с востока, а с запада эта небольшая полоска в 20 километров поднимается к Иудейским горам и Иерусалиму. В те дни, когда наверху, у Иерусалима, идёт обильный дождь, по ущельям пустыни текут бурные потоки воды, после которых она вся покрывается зеленью.

## Галерея

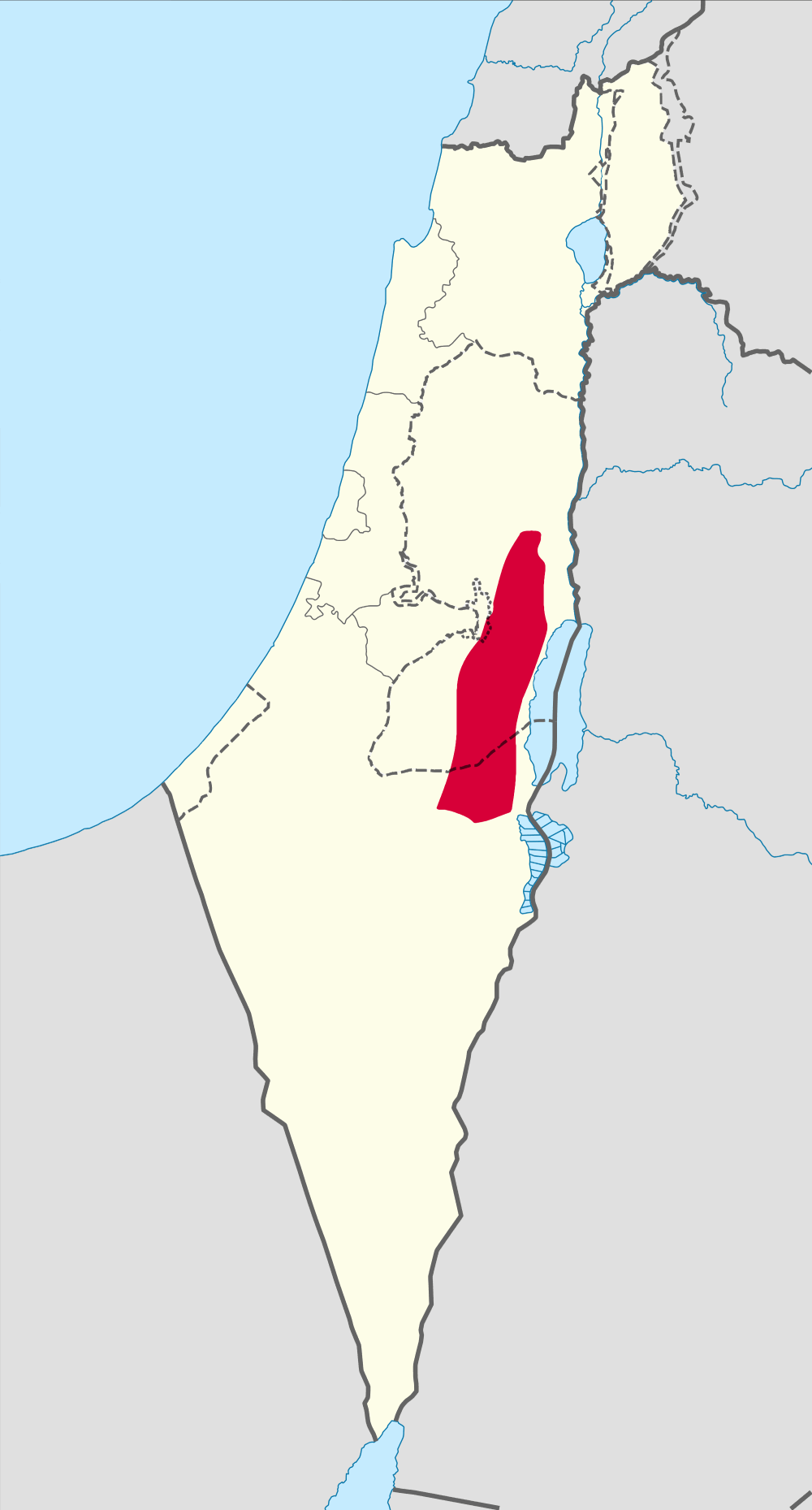
Границы пустыни
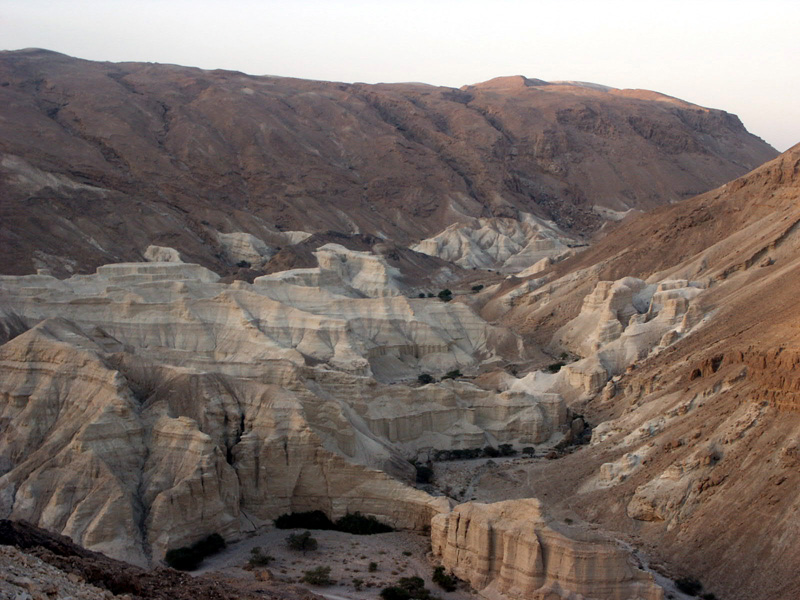
Иудейские горы и Иудейская пустыня, вид со стороны Мёртвого моря
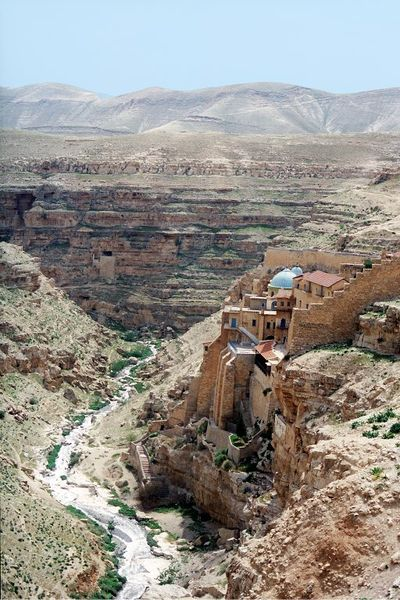
Лавра Саввы Освященного в Кедронской Долине
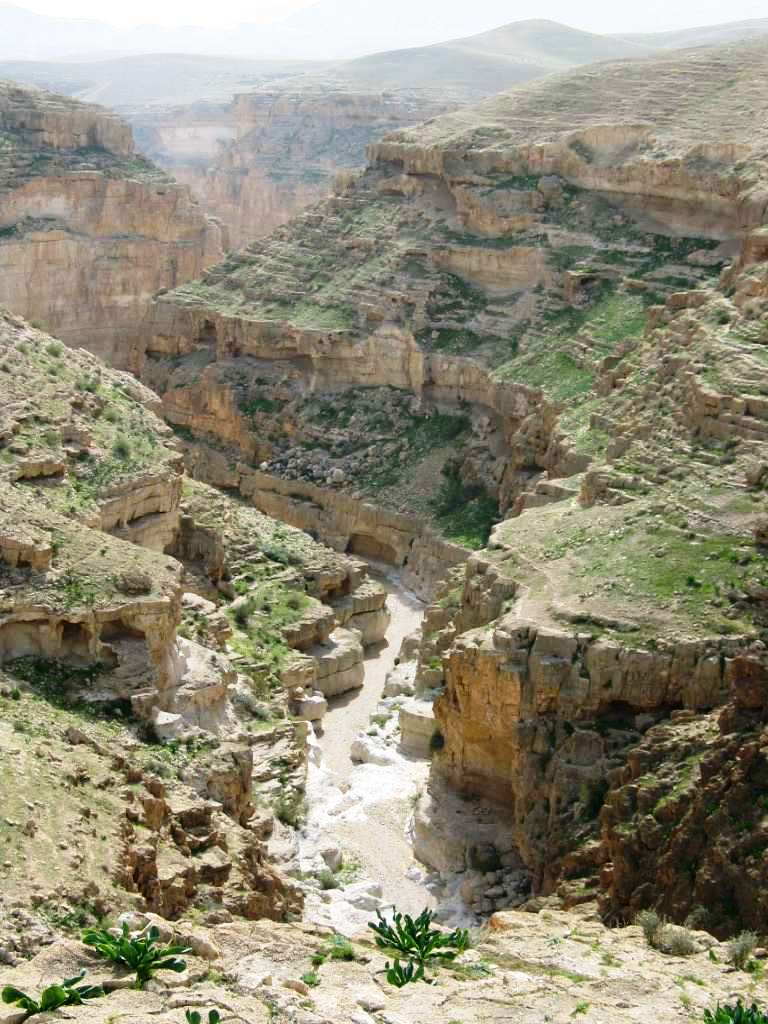
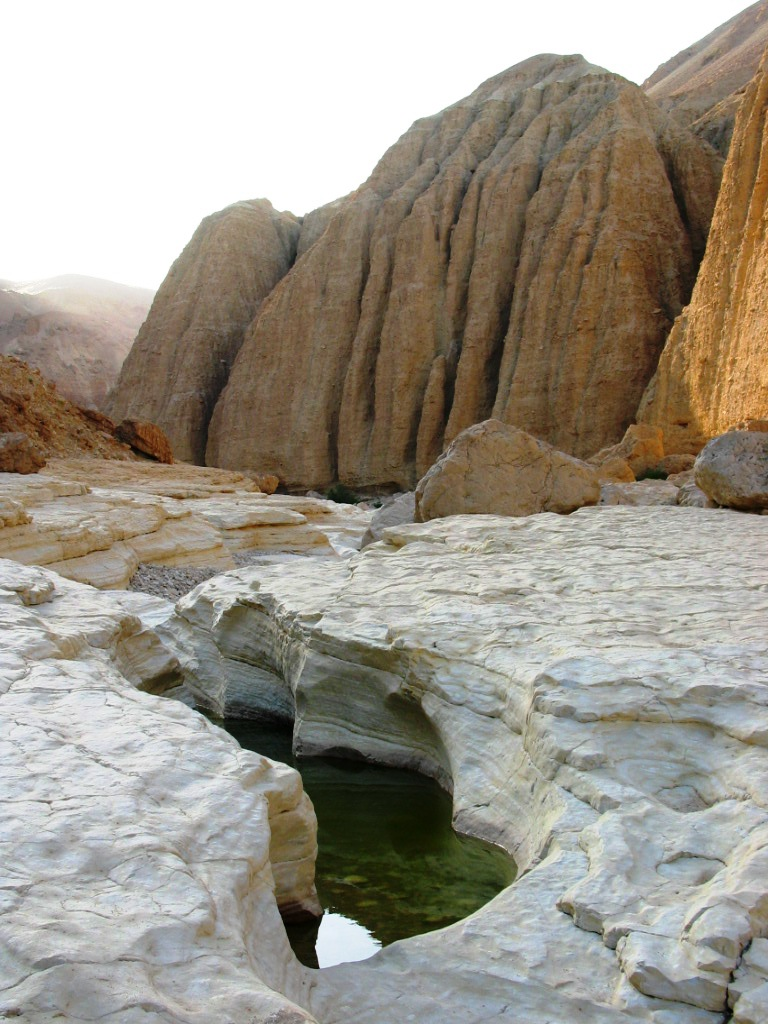
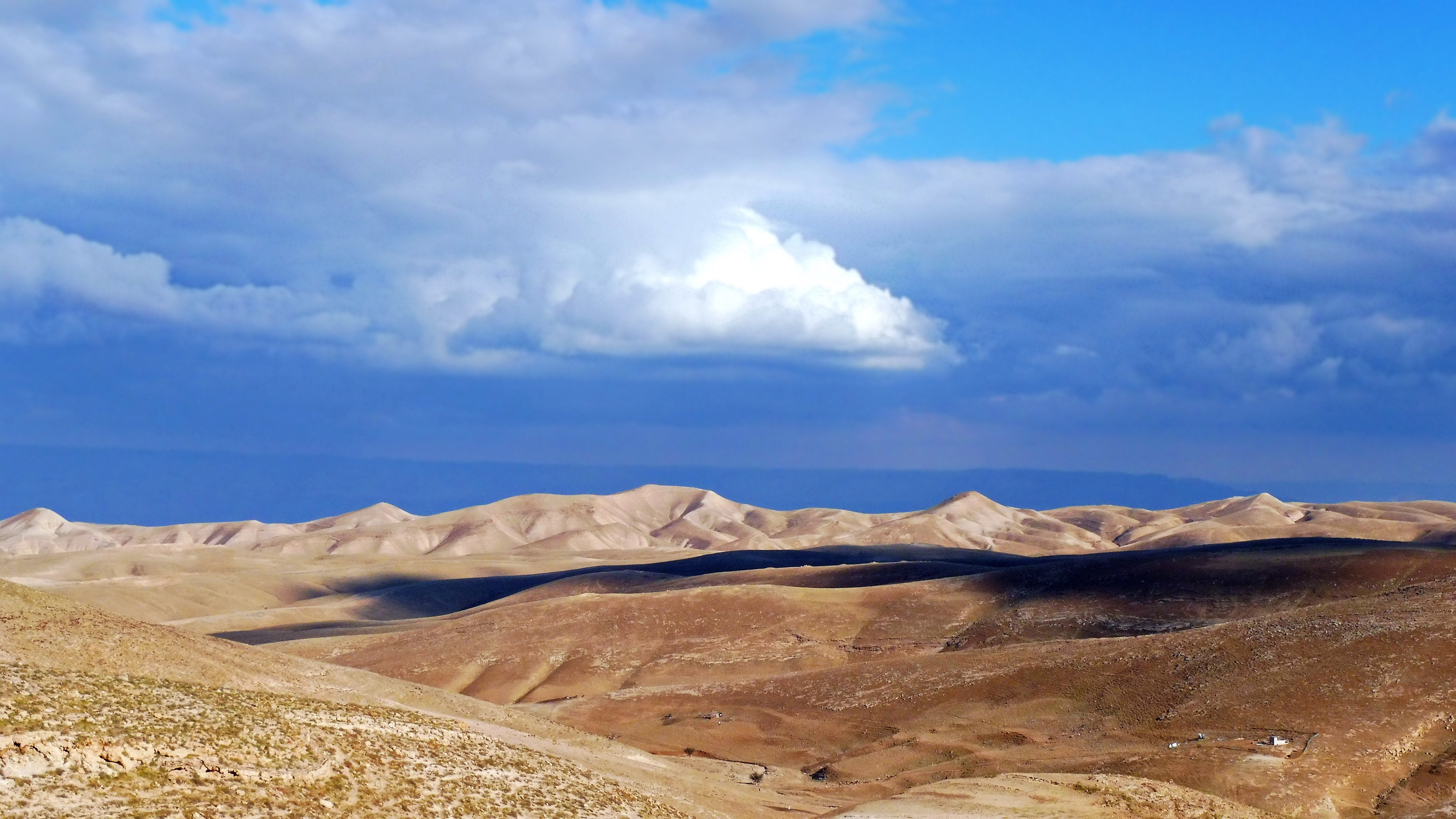
Иудейская пустыня. Вид со стороны Маале-Адумим (пригород Иерусалима).